# Pelochares murinus
Pelochares murinus är en skalbaggsart som först beskrevs av Baudi 1870.  Pelochares murinus ingår i släktet Pelochares och familjen lerstrandbaggar. Inga underarter finns listade i Catalogue of Life.